# Belleau (Royaume-Uni)
Pour les articles homonymes, voir Belleau.
Belleau est une paroisse civile et un village du Lincolnshire, en Angleterre.